# Posten Oberwiesen

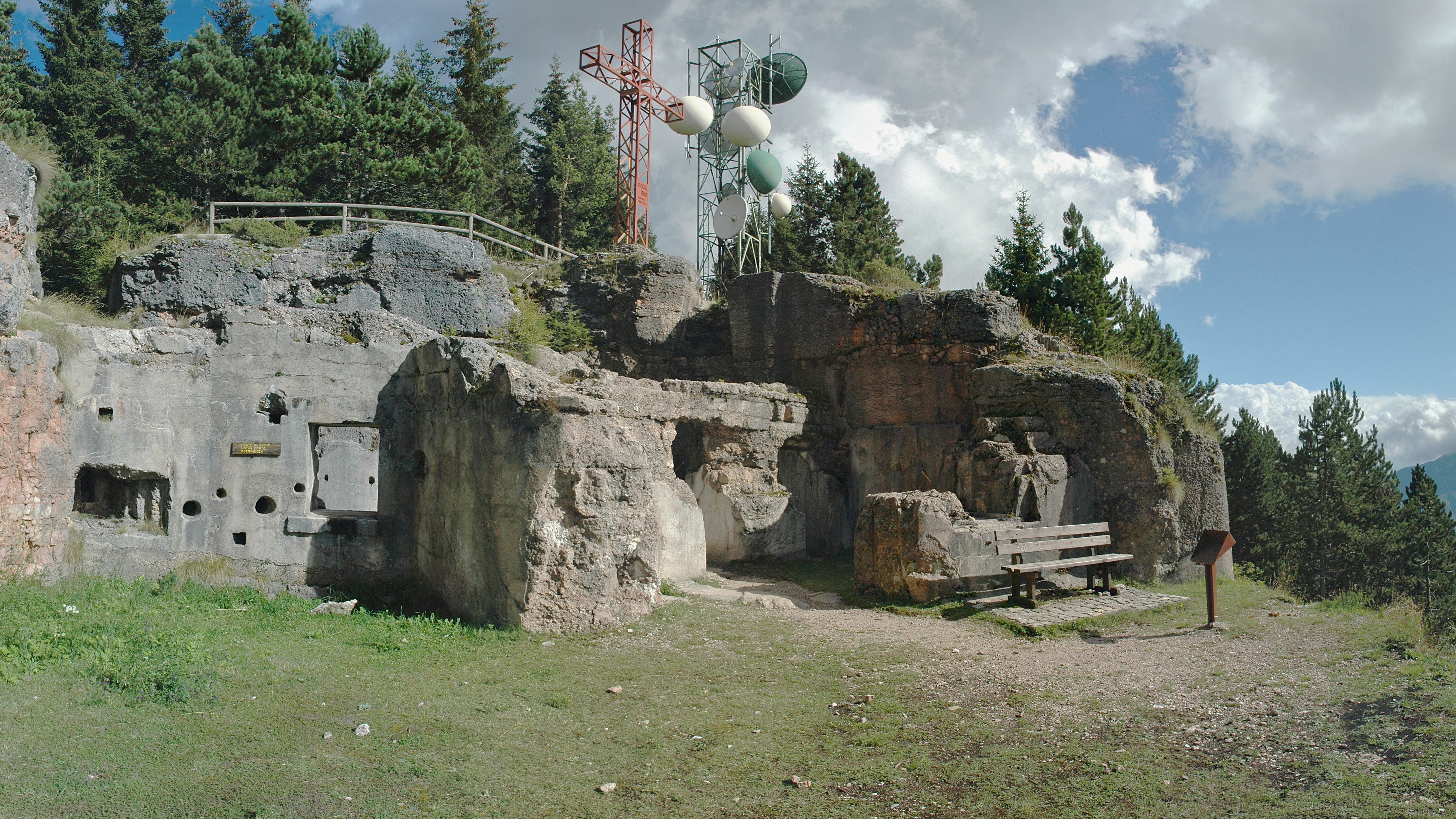
Vorposten Oberwiesen

Die von der österreichischen Genietruppe offiziell als Nahkampfanlage Oberwiesen bezeichnete Festungsanlage (1.517 m, italienisch Avamposto Oberwiesen, Forte di Sotto) ist eine vorgelagerte Verteidigungsstellung des österreichisch-ungarischen Werks Lusern oberhalb des Ortes Lusern in den Hochebenen von Folgaria (Vielgereuth), Lavarone (Lafraun) und Lusern südöstlich von Trient.
Werk Lusern besaß in Richtung der damaligen Hauptkampflinie im Astico Tal, zum benachbarten Werk Gschwent bzw. zur Kommunikations-Leitstelle des österreichisch-ungarischen Oberkommandos auf dem Monte Rust bei Chiesa (Hochebene von Lafraun) nur eingeschränkte Sichtverbindung. Das Werk Lusern erhielt daher beim Bau zwei vorgelagerte Außenstellungen bzw. Nahkampfanlagen: Oberwiesen in Richtung Westen und Viaz in Richtung Süden, wobei Oberwiesen gleichzeitig als Relaisstation für die optische Nachrichtenübermittlung mittels Lichtsignal zwischen Gschwent und Lusern fungierte.

## Geografische Lage
Die Nahkampfanlage Oberwiesen liegt unmittelbar oberhalb des Ortes Lusern, am Westhang des Costa Alta-Ausläufers, weithin sichtbar als Standort einer Relaisstation für Mobiltelefonie. Vom Ort Lusern aus beginnt der Aufstieg beim Museum „Haus von Prükk“.
Die Anlage ist mit dem Werk Lusern über ein Wegesystem verbunden, das in dem wieder begehbaren Verbindungstunnel zwischen der Zufahrtsstraße und Viaz endet. Die Entfernung zum Hauptwerk beträgt rund 400 Meter.

## Militärische Ausrüstung
Bei der Rastbank befanden sich zwei MG in einer Panzerkasematte, ebenso an der Nordseite. Stufen und eine Holzleiter führen aufwärts zur ehemaligen Beobachtungs-Panzerkuppel mit zwei MG. Die Besatzung der Nahkampfanlage bestand aus einem Offizier und 33 Soldaten.
Im unteren Stockwerk finden sich in den Außenmauern die Montierungen der optisch-mechanischen Telegrafen für die Kommunikation mit Monte Rust (Oberkommando) und den Werken  Gschwent und Cherle / Sebastiano.

### Ausstattung
- 1 × Panzerkasematte für zwei Maschinengewehre und einen 35-cm-Scheinwerfer
- 1 × Panzerkasematte für zwei Maschinengewehre
- 1 × Mannschaftsraum mit optischer Signalstation
- 1 × Offiziersunterkunft
- 1 × Toilette mit Gewehrscharten
- 1 × Panzerkuppel für zwei Maschinengewehre
- 1 × Stand für Scheinwerfer 35 cm